# Finestra gòtica d'una casa al carrer dels Tints
La Finestra gòtica d'una casa al carrer dels Tints és una obra gòtica de Sant Joan de les Abadesses (Ripollès) protegida com a Bé Cultural d'Interès Local.

## Descripció
Dos elements d'una finestra incorporada en una façana d'un edifici del carrer dels Tints, 8. Es tracta d'una finestra gòtica lobulada, molt semblant a la conservada al Palau de l'Abadia. Ambdós elements estan col·locats un damunt de l'altre, estant l'inferior en posició invertida.